# بريدجيت تشيري
بريدجيت تشيري (بالإنجليزية: Bridget Cherry)‏ هي مؤرخة معمارية بريطانية، ولدت في 17 مايو 1941.